# Chariot
Cet article concerne le chariot en tant que véhicule. Pour les autres significations, voir Chariot (homonymie).

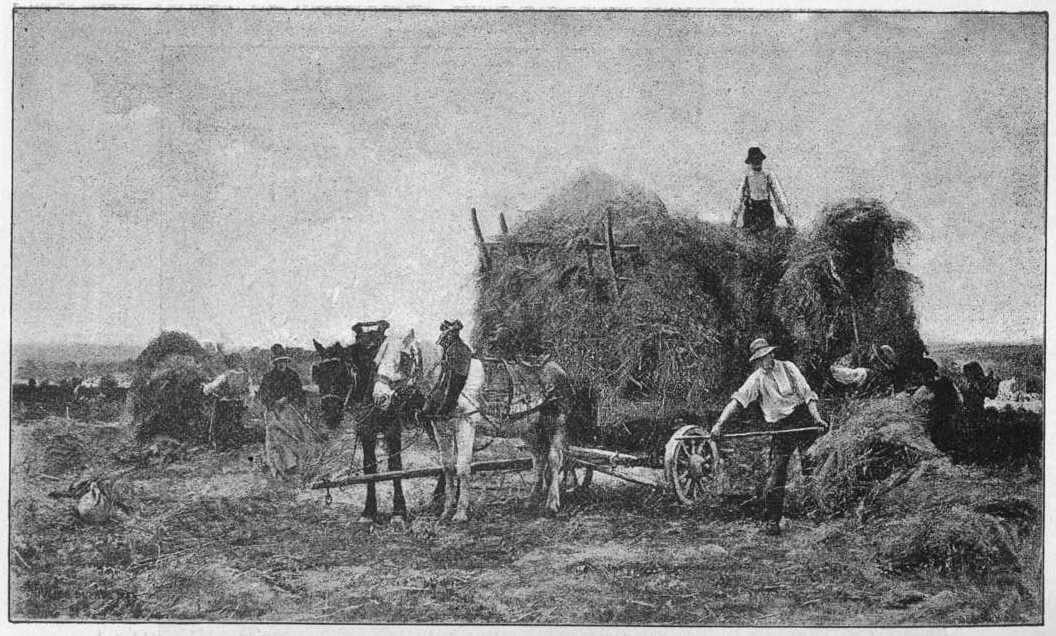
Chariot hippomobile lors de la récolte du foin. Julien Dupré, exposé au Palais des glaces de Munich en 1890.

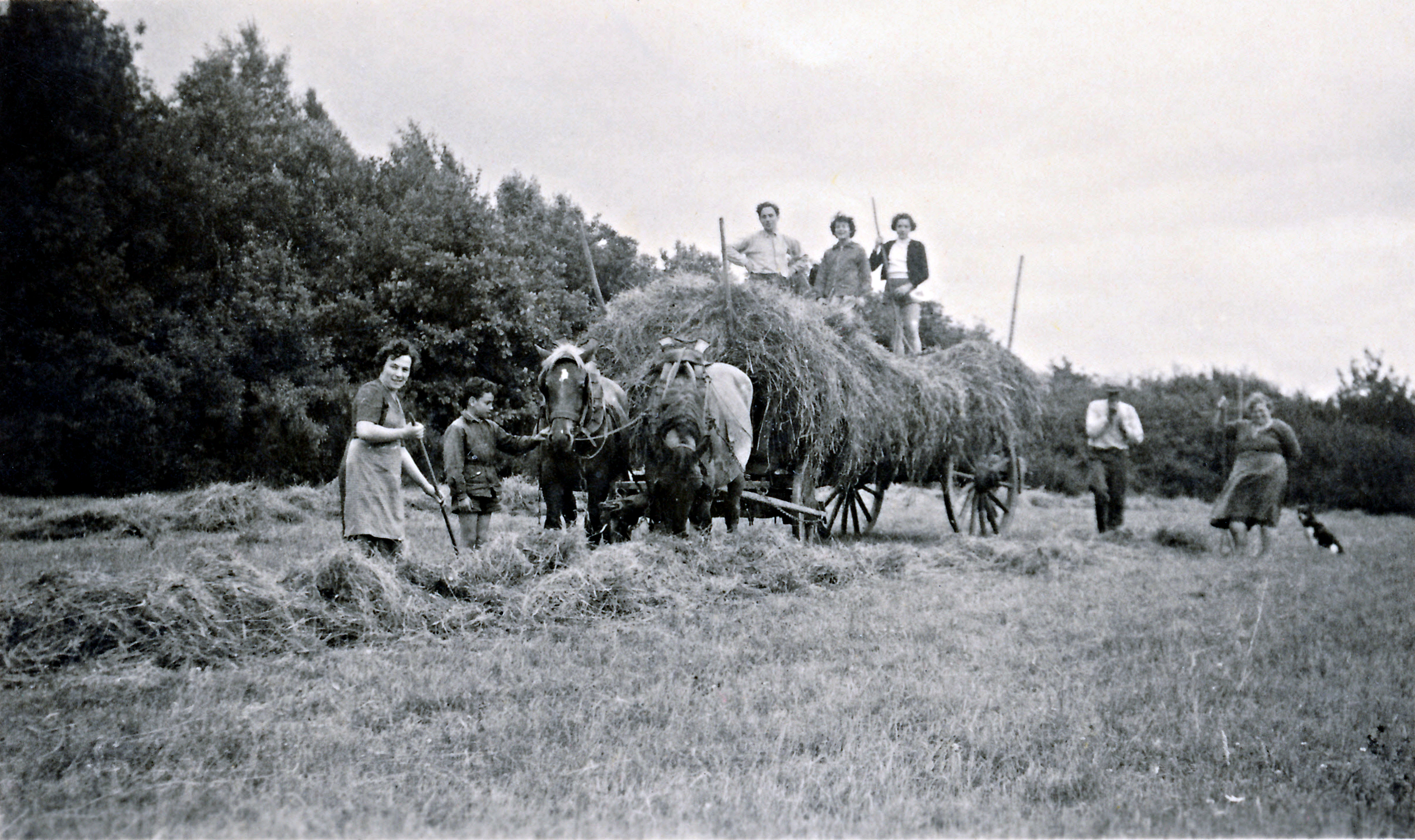
Chariot hippomobile lors de la récolte du foin en juillet 1955 à Forrières (Province de Luxembourg - Belgique)

Un chariot ou charriot (orthographe rectifiée de 1990) est une plateforme simplement munie de roues pour servir à transporter des charges quelconques. Un chariot est souvent muni de ridelles servant à maintenir ou protéger la charge. Il porte alors le nom de « tombereau ».

## Variantes de chariots
Le chariot ayant une définition assez large, plusieurs objets sont désignés comme des chariots. Ceux-ci peuvent être aussi bien mobiles que fixes avec des parties mobiles. Il y a notamment le :
- chariot de supermarché ;
- chariot à bagages ;
- chariot élévateur ;
- chariot à bâche employé pendant la période de la conquête de l'Ouest ;
- chariot automatique ;
- chariot à bœufs, etc.

## Orthographe
En France, les deux orthographes sont possibles, depuis les rectifications orthographiques de 1990 qui recommandent l'écriture « charriot », par cohérence avec « charroi », « charrier », « charrette », « charrue », « carriole », « carrosse », mots étymologiquement apparentés (gaulois « karros »).

## Galerie

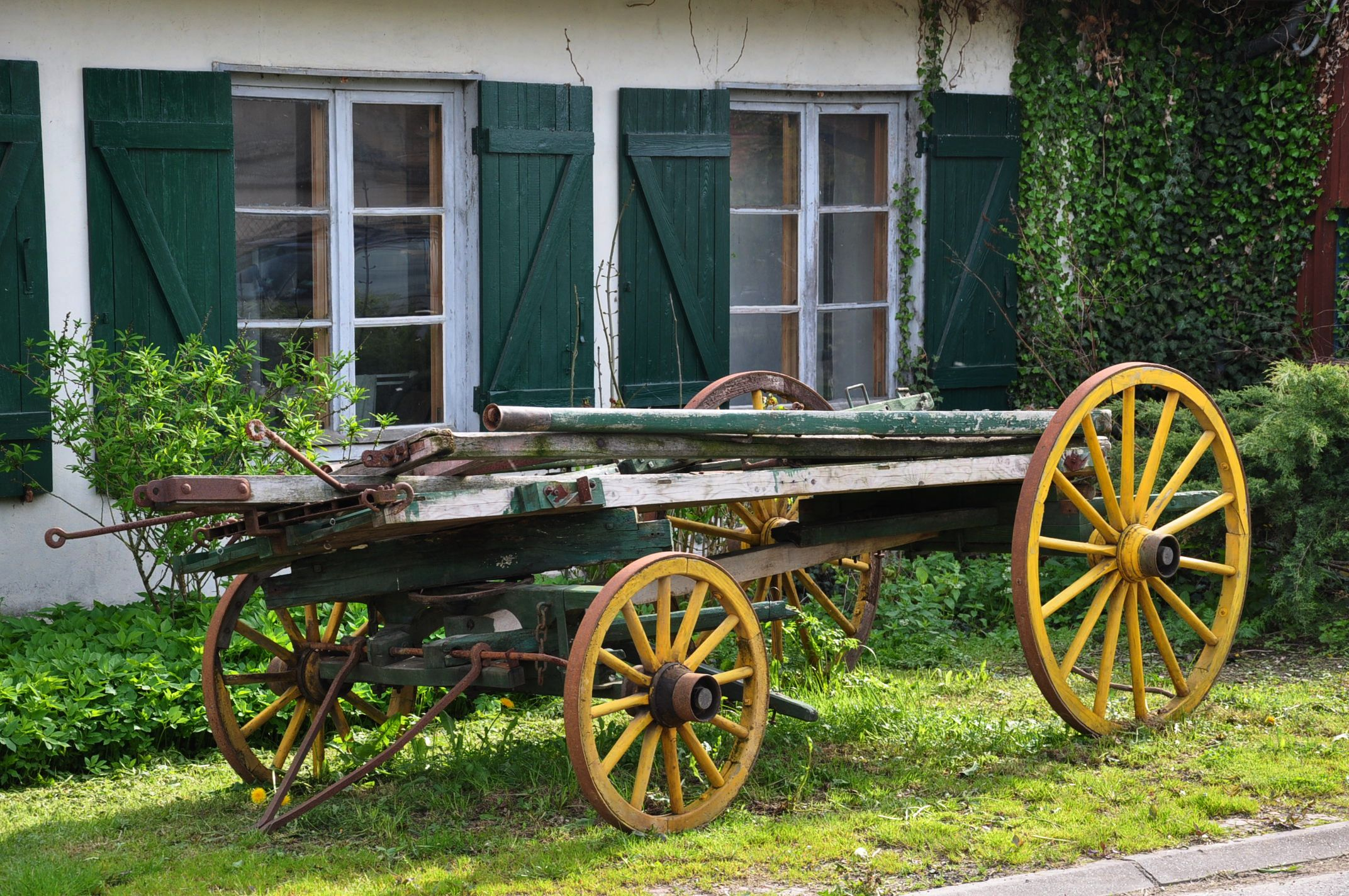
Vieux chariot à Foucaucourt-sur-Thabas (Meuse).
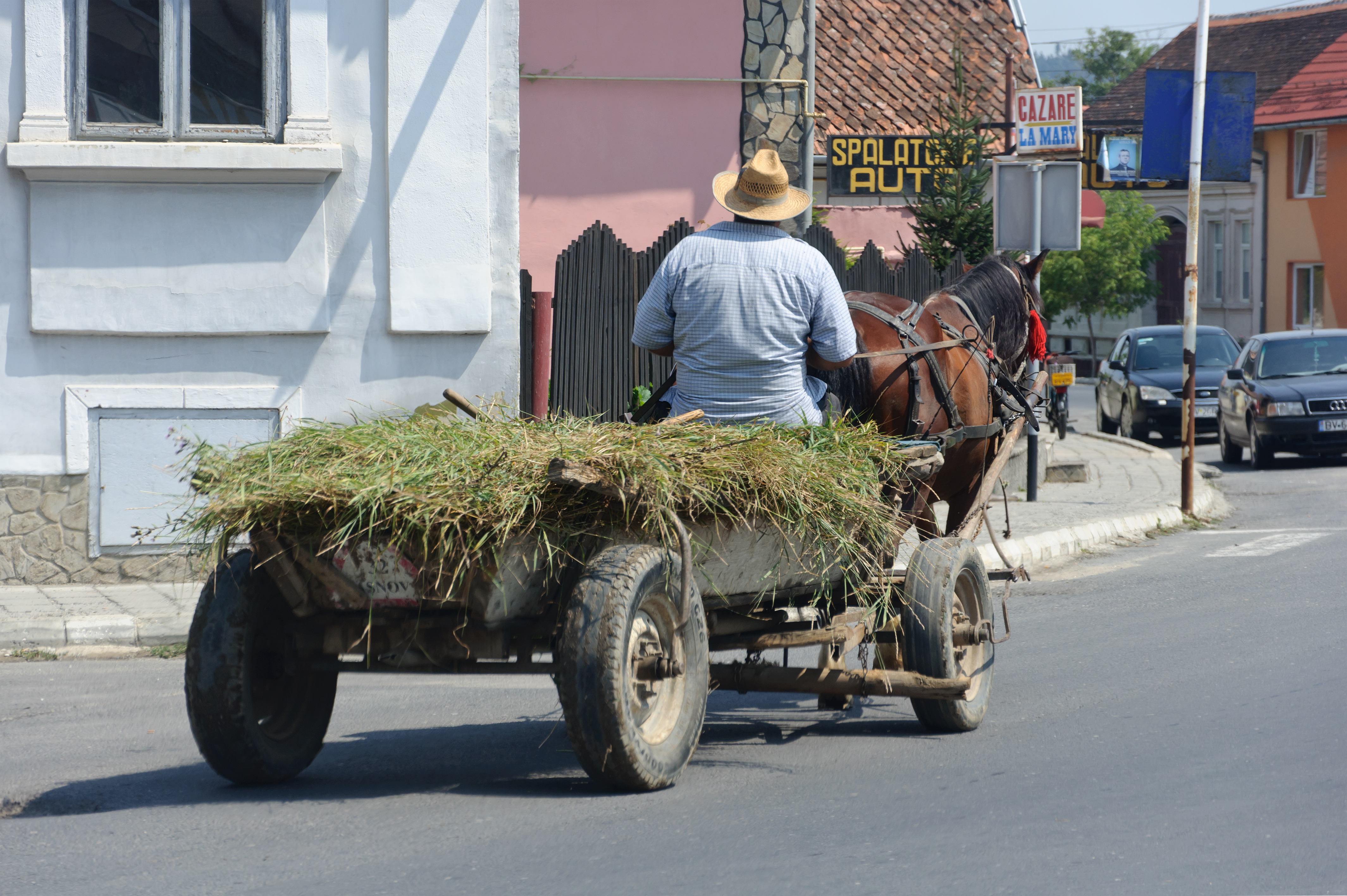
Chariot hippomobile transportant du fourrage en Roumanie.
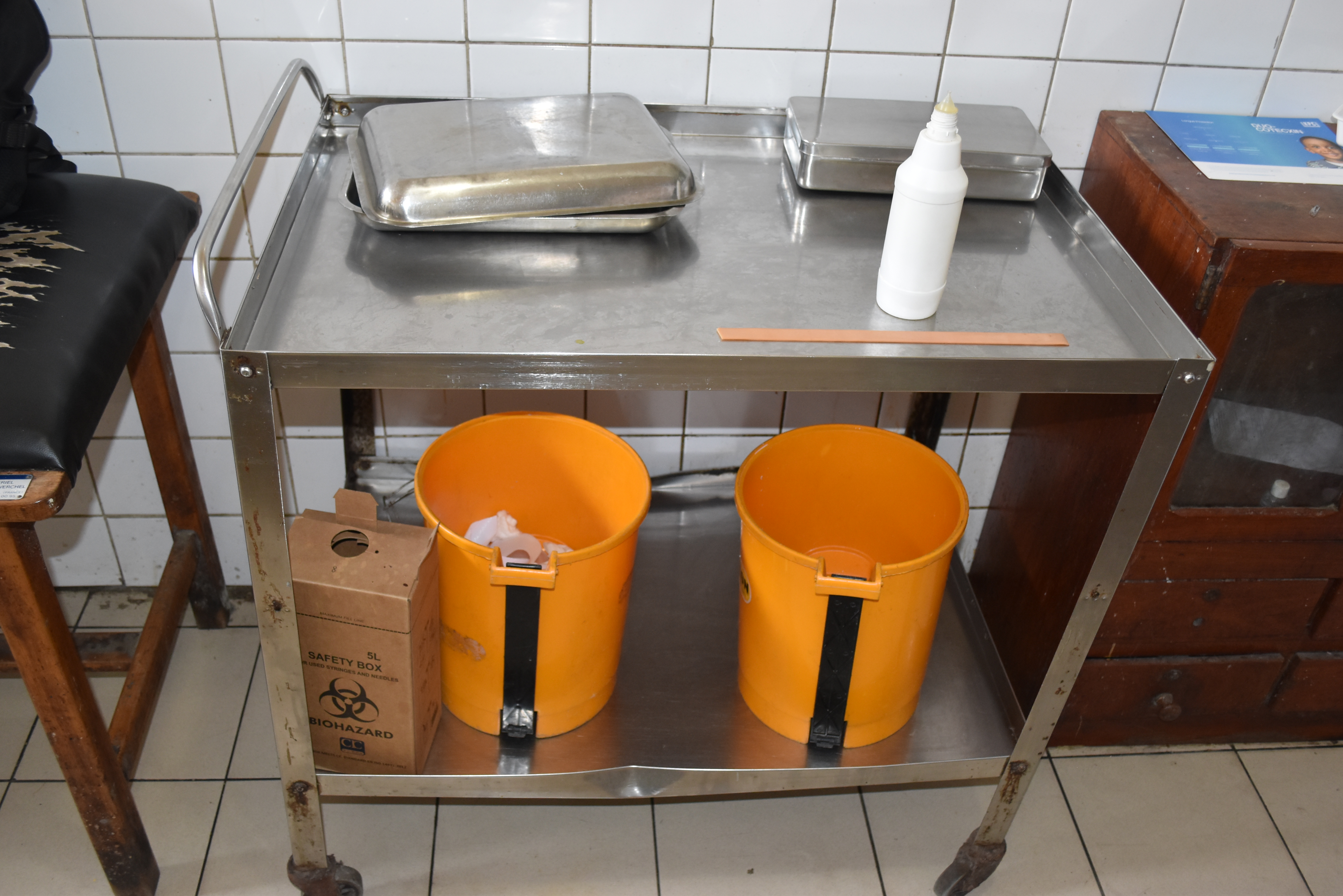
Chariot d'hôpital.

## Calendrier
Le 30e jour du mois de prairial du calendrier républicain / révolutionnaire français y est officiellement dénommé « jour du chariot », généralement chaque 18 juin du calendrier grégorien.